# Wills Point (Teksas)
Wills Point je grad u američkoj saveznoj državi Teksas. Prema popisu stanovništva iz 2010. u njemu je živjelo 3.524 stanovnika.